# Шамбон, Моисей Власиевич
Моисей Власиевич Шамбон (6 июня 1871 — 11 марта 1945) — преподаватель французского языка, педагог, коллежский советник, фотограф-любитель. Автор уникальных исторических фотографий Чернигова периода 1913—1918 годов.

## Биография
Моисей Власиевич Шамбон родился 6 июня 1871 года в городе Тьер (Франция).
Получил диплом бакалавра наук и звание учителя французского языка. В начале XX века переехал в Российскую империю.
В период с 1903 по 1913 год Шамбон работал учителем французского языка в 8-й мужской гимназии, частной гимназии и реальном училище Гуревича в Санкт-Петербурге и занимался репетиторством у градоначальника столицы Российской империи. В 1909 году получил звание надворного советника, с 1912 года — коллежский советник. Из-за негативного влияния климата Петербурга семья Шамбонов, по совету друзей (семья Васеров), летом 1913 года переехала в Чернигов.
С сентября 1913 года Шамбон начал работать в Черниговском реальном училище преподавателем французского языка. Семья Шамбонов жила сначала на Пятницкой улице, в доме № 71, впоследствии — на Сретенской улице. По данным рекламных объявлений тогдашней местной прессы, известно, что Шамбон давал у себя дома платные уроки французского языка. В свободное от работы и домашних дел время Шамбон занимался любимым хобби — фотографированием.
Семья Шамбонов вследствие революционных изменений на территории Российской империи и из-за установления новой большевистской власти вынуждена была переехать во Францию, что и было сделано при содействии французского консульства в январе 1921 года (из Одессы в Константинополь на военном корабле Suippe, из Константинополя в Марсель на теплоходе Canada). Данная поездка оказалась очень тяжёлой, поскольку из-за сложностей в дороге пришлось оставить практически всё имущество и ценные вещи. Во Францию удалось привезти только документы, деньги и семейный фотоальбом (более 200 фотографий). В Париже Шамбон в 1923 году преподавал французский язык в Русском народном университете, впоследствии, работал в Министерстве финансов Франции. Умер Шамбон 11 марта 1945 года, похоронен в городке Пантин под Парижем.
Семья Шамбона: жена — Рашель-Жозефина, дети — Мадлен, Ирен, Симона и Рене (последняя, родилась в Чернигове).

## Работы

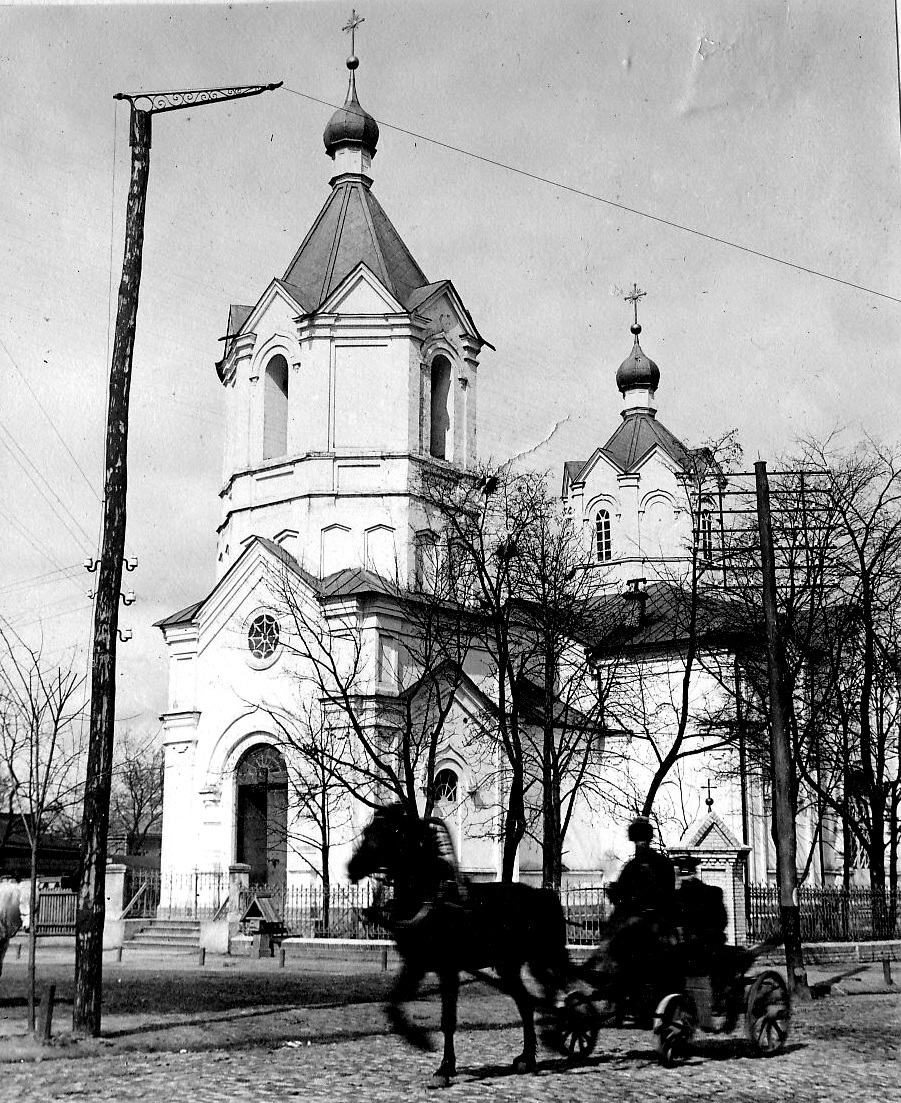
Николаевская церковь в Чернигове (нач. XX в.)
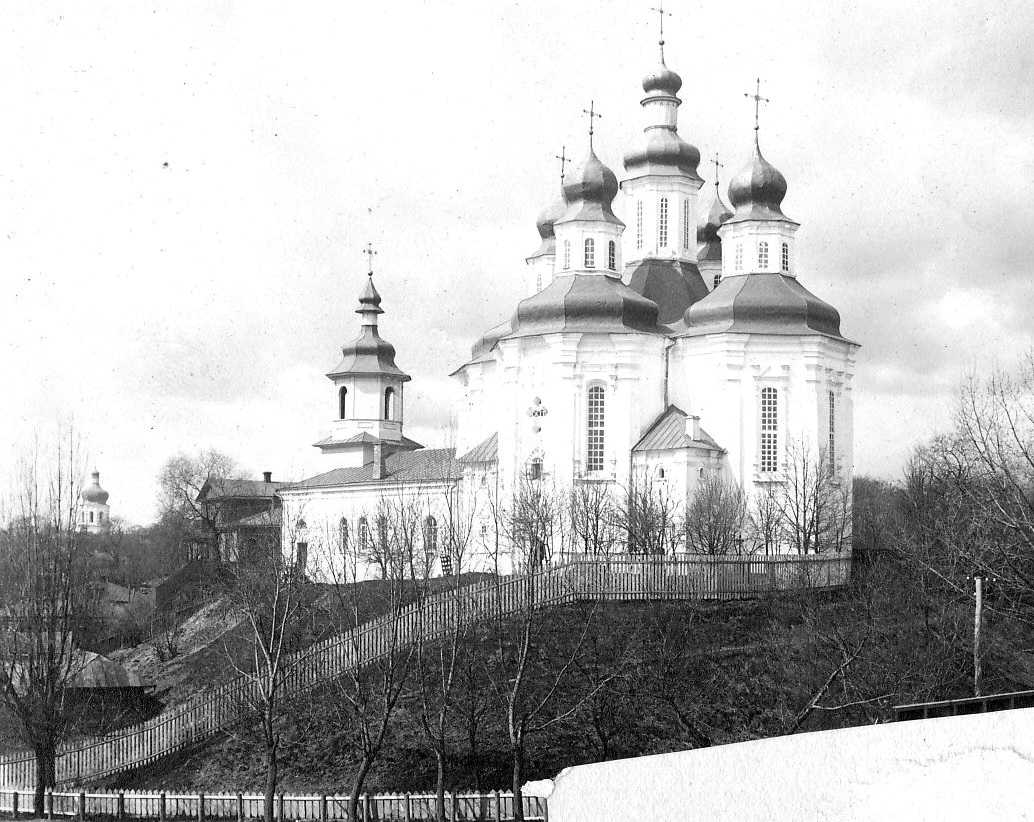
Катерининская церковь в Чернигове (1917)